# Лутън
Лутън (на английски: Luton) е град в Англия. Населението му е 222 907 жители (2017 г.). 
Лутън е предградие на Лондон.
Етническият състав на населението му е 68% бяло, 18,9% южноазиатско, 7,3% чернокожо, 3,1% смесено, 2,5% източноазиатско и друго. Площта му е 43,35 кв. км. Телефонният му код е 01582. От града е ФК „Лутън Таун“.

## Побратимени градове
- Волфсбург (Германия)
- Ескилстюна (Швеция)
- Хайфа (Израел)